# EBITDA
EBITDA (ang. earnings before interest, taxes, depreciation and amortization) – zysk operacyjny przedsiębiorstwa przed potrąceniem odsetek od zaciągniętych zobowiązań oprocentowanych (kredytów, obligacji), podatków, amortyzacji wartości niematerialnych i prawnych (ang. amortization) oraz amortyzacji rzeczowych aktywów trwałych (ang. depreciation).
EBITDA = przychody – koszty operacyjne bez amortyzacji
lub
EBITDA = wynik operacyjny + amortyzacja rzeczowych aktywów trwałych + amortyzacja wartości niematerialnych i prawnych
EBITDA jest stosowana do analizy rentowności przedsiębiorstwa, pomija konsekwencje operacji finansowych i amortyzacji dawnych inwestycji. Poprzez wyłączenie amortyzacji możliwe jest lepsze ujęcie podstawowych przepływów pieniężnych generowanych na działalności operacyjnej. 